# Park Narodowy Dajti
Park Narodowy Dajti ((alb.) Parku Kombëtar Dajti) obejmuje obszar 29 216,9 hektarów w okręgu Tirana w Albanii. Znajduje się 26 kilometrów na wschód od Tirany. Od północy graniczy z Parkiem Narodowym Przełęczy Shtame. Założony został w 1966 i obejmował powierzchnię 13 km² okalających górę Mali i Dajtit i rozszerzony w 2006 r. do powierzchni 29 216,9 hektarów.
Park obejmuje górę Mali i Dajtit wysokości 1613 m n.p.m. oraz sąsiednie szczyty: na południe Priska (1353  m n.p.m.) a na północ szczyt Brari. Góry Brari położone są w okolicy wsi Brar. Na terenie parku znalazły się m.in. kanion Brari, osmański most kamienny oraz jaskinie. 
Park Narodowy Dajti zamieszkują rzadkie gatunki ssaków: niedźwiedź brunatny, wilk europejski. 
Na szczyt góry Dajti z przedmieści Tirany prowadzi kolejka linowa Dajti Express o długości 4670 m i różnicy poziomów 812 m. Z Zachodniej strony góry Dajti znajdują się ruiny zamku Dajti ((alb.) Kalaja e Dajtit) zbudowanego w VI wieku n.e.